# 康拉德·瓦谢莱夫斯基
康拉德·瓦谢莱夫斯基（波蘭語：Konrad Wasielewski，1984年12月19日—），波兰男子赛艇运动员。他曾代表波兰参加2008年和2012年夏季奥林匹克运动会赛艇比赛，其中2008年奥运会获得一枚金牌。